# Prouvy (Frankrijk)
Prouvy is een gemeente in het Franse Noorderdepartement (Frans: département du Nord) (regio Hauts-de-France). De gemeente telde op 1 januari 2022 2.202 inwoners en maakt deel uit van het arrondissement Valenciennes. Prouvy ligt aan de Schelde. De dorpskern is vergroeid met die van Rouvignies, net ten noordwesten.

## Geografie
De oppervlakte van Prouvy bedroeg op 1 januari 2022 4,41 vierkante kilometer; de bevolkingsdichtheid was toen 499,3 inwoners per km².

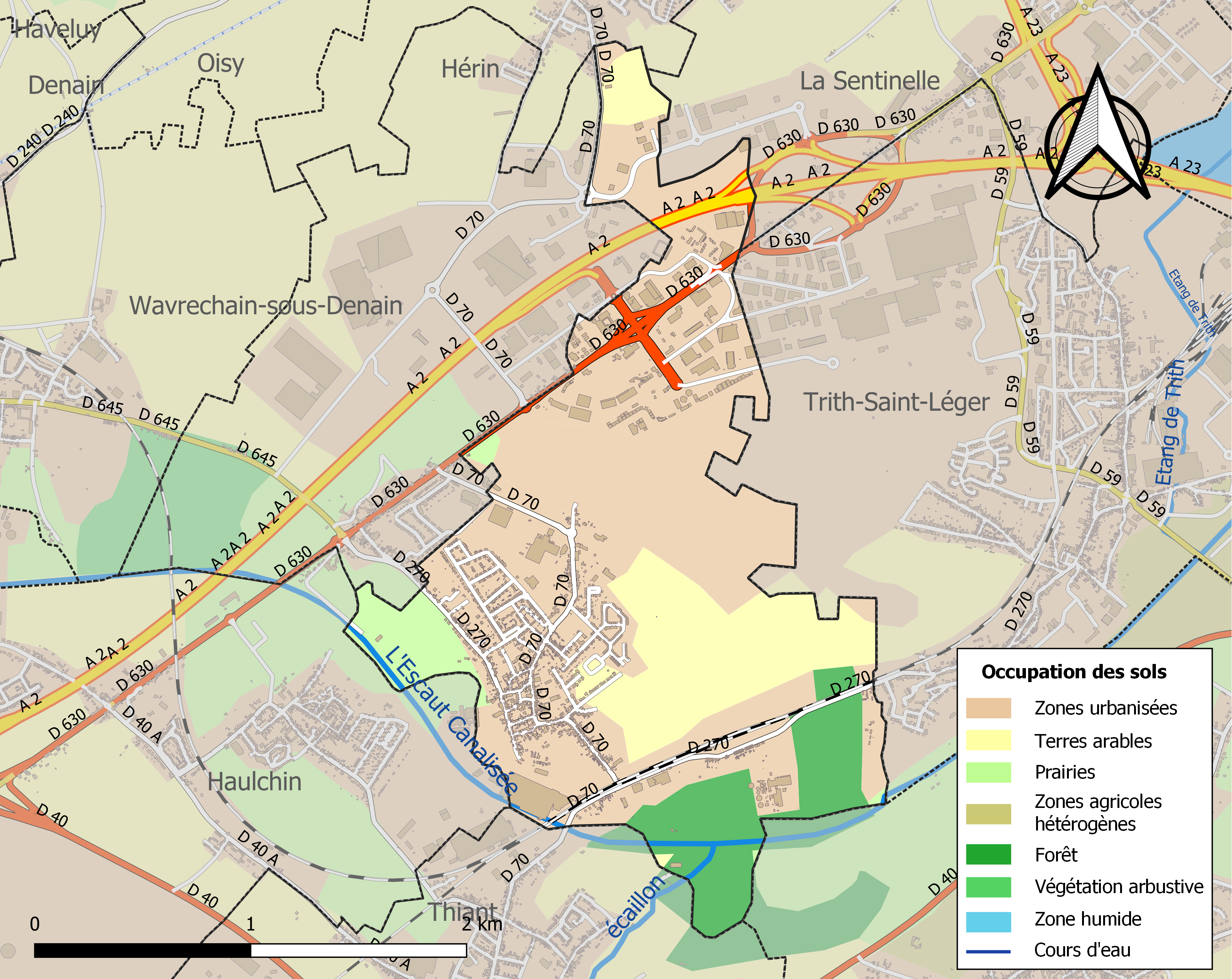
Kaart van de gemeente met belangrijkste infrastructuur, bodemgebruik en omliggende gemeenten

## Bezienswaardigheden
- De Église Saint-Pierre.
- Op de gemeentelijke begraafplaats van Prouvy bevindt zich een Brits oorlogsgraf uit de Eerste Wereldoorlog.

## Demografie
Onderstaande figuur toont het verloop van het inwonertal (bron: INSEE-tellingen).

## Verkeer en vervoer
In de gemeente ligt spoorwegstation Prouvy-Thiant. In het oosten van de gemeente ligt, op de grens met Trith-Saint-Léger de Luchthaven Valenciennes-Denain.